# William Dempster Hoard
William Dempster Hoard (Stockbridge, 10 ottobre 1836 – Fort Atkinson, 22 novembre 1918) è stato un politico e editore statunitense Fu il 16º governatore del Wisconsin dal 1889 al 1891.

## Biografia
Nato a Stockbridge, New York, si trasferì a Fort Atkinson, nel Wisconsin. Durante la guerra civile americana, Hoard prestò servizio nel 4º Reggimento Volontario del Wisconsin fino a quando non fu congedato per ragioni mediche. Tornò a New York per riprendersi e prestò servizio fino alla fine della guerra nel 1º Reggimento Artiglieria di New York. Ritornato nel Wisconsin, si lasciò coinvolgere dall'industria del luppolo ma il declino nel settore lo lasciò senza soldi. Era un membro del Partito Repubblicano ma inizialmente era sostanzialmente estraneo alla politica. Divenne un importante promotore dell'industria casearia, attraverso il suo settimanale Hoard's Dairyman.